# 梅蘭尼·瑞茵哈特
梅蘭尼·瑞茵哈特（Melanie Reinhart），英國占星大師，也是凱龍研究權威。
梅蘭尼在1959年出生在辛巴威（津巴布韋），在南非開普敦大學獲得英文音樂與戲劇的學士學位，1975年開始從事占星師工作。他曾獲得英國占星學院（Faculty of Astrological studies）的專業文憑，與「馬格麗特·宏獎章」，目前擔任英國占星學院的學院最高榮譽監護人。2004年因為對英國占星學界的傑出貢獻，而獲得代表英國占星師最高聲望的「查爾斯·哈維獎章」。
他曾經任教於英國與各地知名的占星學校，同時也經常在各地的占星研討會上發表許多具有原創性的占星研究。除了在許多學院與研討會上客座之外，他自己也抽空在倫敦舉辦屬於自己的工作坊，並經常被邀請到到印尼巴里島的Heaven and Earth Workshops工作坊。

她的著作散見於許多占星期刊，知名的書籍包括《凱龍星-靈魂的創傷與療癒》（Chiron and the Healing Journey）、《凱龍土星與人馬小行星》（Chiron, Saturn and the Centaurs），梅蘭尼同時參與《火星四重奏》與《現代南非的靈魂尋覓》兩本合集的著作。這些著作都被翻譯成七種語言版本發表。
梅蘭尼擁有廣泛的精神靈修領域的教育經驗，同時也是英國合格的諮詢師，並且在教學與諮詢當中廣泛使用不同的諮詢與療癒方式，特別對於靈修冥想靜心的方法有著深入的研究。

## 作品
- 《凱龍星-靈魂的創傷與療癒》：魯道夫翻譯，2011年11月由台灣心靈工坊出版